# Heidi Pawellek
Heidi Pawellek (née Heidrun Pawellek le 22 janvier 1944 à Ortelsbourg et morte le 4 septembre 2006 aux États-Unis) est une enfant star allemande.

## Biographie
Elle est d'abord membre du groupe Die sechs Pawelleks et est une star entre 1959 (sous son nom de chanteuse schlager) et 1962 (sous son nom complet d'enfant actrice). En outre, elle était la cousine au troisième degré de l'ancien footballeur allemand Rolf Pawellek.
Le père de Heidi Pawellek veut éviter que ses enfants aient une carrière artistique malgré leurs dons. Plus tard, en tant que chef d'une famille de sept personnes, il lui est difficile de fournir un soutien lors de représentations artistiques. Néanmoins, la fille aînée, Sigrid, actrice de théâtre, et la plus jeune, Heidi, sont des enfants stars pendant au moins quatre ans.
La mère de Heidi est originaire de Buer en Westphalie, mais elle doit déménager après la mort de son père et de ses cinq frères et sœurs dans la grande ferme de la Mazurie. Elle a aussi des penchants artistiques, mais ne peut pas les accomplir dans le village isolé. Par conséquent, elle comprend mieux les souhaits et les rêves de Heidi.
Fuyant les Russes au cours de la Seconde Guerre mondiale, la famille quitte la province de Prusse-Orientale pour l'ouest. Elle voudrait retourner à Buer. La première étape fut le camp de Friedland. Pour quelques assiettes de soupe supplémentaires, elle y propose un programme d'animation. Le centre d'accueil suivant est à Northeim, près de Göttingen. Elle arrête alors le déplacement de camp en camp. Le père Pawellek trouve du travail au bureau des impôts local, mais l'argent manque. Il reprend le spectacle comme à Friedland. Premièrement, le père apparaît seulement avec la fille aînée Sigrid. Ils commencent avec un cachet de cinq marks. Ensuite, le fils Udo arrive en tant que pianiste accompagnateur, le cachet augmente. Plus tard, Sigrid et la deuxième aînée, Astrid, enrichissent avec de la danse et des claquettes, allant plus loin, en particulier dans les grandes villes de Hanovre et de Göttingen. Ils expriment leur attachement à la patrie perdue par le biais de danses folkloriques lors de réunions avec des expulsés.
À l'été 1948, Sigrid est découverte au cinéma. En tant que nouvelle venue, elle joue dans Dreizehn unter einem Hut aux côtés d'une autre nouvelle venue, Ruth Leuwerik. Alors que Leuwerik a une carrière importante, Sigrid Pawellek est arrêtée après un autre film par la commission scolaire.
À sa propre demande, Heidi, la dernière des cinq frères et sœurs, âgée de neuf ans, rejoint l'ensemble familial (seule la mère ne mêle pas). La fille fait des chants, du stand-up, des parodies et des improvisations. L'apogée des « Six Pawelleks », comme ils s'appellent eux-mêmes, commence, le répertoire comprend des acrobaties. Dans des pantalons à carreaux larges, avec des casquettes plates à motifs égaux et des liens avec les hommes, ils se produisent dans des stations thermales et des stations balnéaires.
Heidi prend des cours de danse en 1952. En 1954, à l'âge de dix ans, elle compose sa première chanson : Lustig ist das Reiten. Elle prend des cours de chant en 1958 et de comédie en 1959 à Göttingen. En avril 1959, l'éditeur de musique Erich Storz reconnaît le potentiel de Heidi. Il devient son manager et la confie à Karl Golgowsky, chanteur et chef du Golgowsky-Quartett, pour être produite par la Telefunken-Gesellschaft. En mai 1959, le single Warum scheint denn heut’ die Sonne so schön sort sous le nom de « Heidi & Günter Fuhlisch und seine Solisten ». La musique et les paroles sont de Heidi. La face B Penny-Rock est de Wyn Hoop. Elle privilégie un style divertissant plutôt que réaliste. En juillet 1959, l’adolescente apparaît sur la couverture de Klingende Post, magazine du label Teldec.
Heidi se présente au public de la télévision en direct dans des émissions à Munich, Brême et Zurich. En outre, elle chante devant 14 000 spectateurs au Bundesgartenschau dans le Westfalenpark à Dortmund. Mais il y a un différend tangible entre Wilhelm Pawellek et Erich Storz pour des détails dans le contrat. Il est dissout en désaccord, le père Pawellek prend la direction. D'autre part, Conny devient la vedette. Heidi a dans son répertoire 20 chansons plus ou moins élaborées selon le même motif. C'est pourquoi elle s'inscrit comme compositrice à la GEMA.
Elle tourne le dos à une carrière de chanteuse et se lance délibérément dans la comédie.
En 1966, elle épouse un soldat américain à Munich, avec qui elle déménage aux États-Unis, où elle apparaît temporairement comme cavalière de rodéo.
Le 4 septembre 2006, elle meurt dans un accident de voiture. Elle laisse une fille et un fils.

## Discographie
- 1959 : Warum scheint denn heut’ die Sonne so schön/Penny-Rock

## Filmographie
- 1961 : Filles perdues
- 1964 : Hütet eure Töchter!, épisode Ferien

## Source de la traduction
- (de) Cet article est partiellement ou en totalité issu de l’article de Wikipédia en allemand intitulé « Heidi Pawellek » (voir la liste des auteurs).